# Нунис, Аманда
Ама́нда Лоре́нсо Ну́нис (порт.-браз. Amanda Lourenço Nunes; род. 30 мая 1988 года, Салвадор, штат Баия, Бразилия) — бразильский боец смешанных боевых искусств, выступавшая под эгидой «UFC» в женской легчайшей весовой категории. Двукратная  чемпионка UFC в легчайшем весе и бывшая чемпионка UFC легчайшем и в полулёгком весе.
Занимала первую строчку официального рейтинга UFC среди лучших бойцов независимо от женской весовой категории (англ. pound-for-pound). Занимала первую строчку официального рейтинга  UFC в женском легчайшем весе.
В августе 2018 года Нунис объявила, что она сочеталась браком со своей подругой Ниной Ансарофф.

## Биография
Родилась 30 мая 1988 года в городе Пожука, расположенного близ мегаполиса Салвадор, штат Баия (Бразилия). В четырёхлетнем возрасте стала заниматься карате, а в 16 лет перешла в бокс. Тогда же, по совету сестры, стала посещать занятия по бразильскому джиу-джитсу.

## Профессиональный спорт

### Карьера в UFC
Аманда Нунис дебютировала в UFC 3 августа 2013 в рамках шоу UFC 163 против Шейлы Гэфф и смогла одержать досрочную победу.
9 июля 2016 года на UFC 200 провела бой против чемпионки UFC легчайшего женского дивизиона американки Миши Тейт. Бой закончился в первом раунде победой Нунис удушающим приёмом сзади.
30 декабря 2016 года на UFC 207 Аманда провела первую защиту титула против Ронды Раузи. Фаворитом считалась именно Ронда, но Аманда стала доминировать, и через 48 секунд после начала боя главный рефери боя Херб Дин остановил поединок, в результате чего Аманда защитила титул чемпионки.

## Титулы и достижения

### Смешанные боевые искусства
- Ultimate Fighting Championship
  - Двукратная чемпионка UFC в женском легчайшем весе, действующая чемпионка UFC в женском легчайшем и в полулегком весе. Третья среди чемпионов UFC, и первая женщина чемпион в двух весовых категориях. Защитила титул в женском легчайшем весе (два раза на окончание 2018 года)
  - Первый и единственный боец UFC, который защитил чемпионские пояса в двух весовых категориях[7].
- Ultimate Fighting Championship
  - Чемпионка UFC в женском полулёгком весе
  - Чемпионка UFC в женском легчайшем весе

## Статистика
| Боёв 28  | Побед 23 | Поражений 5 |
| -------- | -------- | ----------- |
| Нокаутом | 13       | 2           |
| Сдачей   | 4        | 2           |
| Решением | 6        | 1           |

| Результат | Рекорд | Соперник           | Способ                                               | Турнир                                          | Дата             | Раунд | Время | Место                                 | Примечание                                                                                         |
| --------- | ------ | ------------------ | ---------------------------------------------------- | ----------------------------------------------- | ---------------- | ----- | ----- | ------------------------------------- | -------------------------------------------------------------------------------------------------- |
| Победа    | 23-5   | Ирене Альдана      | Единогласное решение                                 | UFC 289                                         | 11 июня 2023     | 5     | 5:00  | Ванкувер, Британская Колумбия, Канада | Защитила (6) титул чемпионки UFC в женском легчайшем весе. После боя объявила о завершении карьеры |
| Победа    | 22-5   | Джулиана Пенья     | Единогласное решение                                 | UFC 277                                         | 30 июля 2022     | 5     | 5:00  | Даллас, Техас, США                    | Завоевала титул чемпионки UFC в женском легчайшем весе.                                            |
| Поражение | 21-5   | Джулиана Пенья     | Удушающий приём (сзади)                              | UFC 269                                         | 11 декабря 2021  | 2     | 3:26  | Лас-Вегас, США                        | Утратила титул чемпионки UFC в женском легчайшем весе                                              |
| Победа    | 21-4   | Меган Андерсон     | Болевой приём (рычаг локтя)                          | UFC 259                                         | 7 марта 2021     | 1     | 2:03  | Лас-Вегас, США                        | Защитила (2) титул чемпионки UFC в женском полулёгком весе; Освободила титул 20 июня 2023 года     |
| Победа    | 20-4   | Фелиция Спенсер    | Единогласное решение                                 | UFC 250                                         | 7 июня 2020      | 5     | 5:00  | Лас-Вегас, США                        | Защитила (1) титул чемпионки UFC в женском полулегком весе                                         |
| Победа    | 19-4   | Жермейн де Рандами | Единогласное решение                                 | UFC 245                                         | 14 декабря 2019  | 5     | 5:00  | Лас-Вегас, США                        | Защитила (5) титул чемпионки UFC в женском легчайшем весе                                          |
| Победа    | 18-4   | Холли Холм         | Технический нокаут (удар ногой в голову и добивание) | UFC 239: Джонс vs. Сантос                       | 6 июля 2019      | 1     | 4:10  | Лас-Вегас, США                        | Защитила (4) титул чемпионки UFC в женском легчайшем весе; «Выступление вечера» (5)                |
| Победа    | 17-4   | Кристиана Жустину  | Нокаут (удар)                                        | UFC 232: Jones vs. Gustafsson II                | 29 декабря 2018  | 1     | 0:51  | Инглвуд, США                          | Завоевала титул чемпионки UFC в женском полулегком весе; «Выступление вечера» (4)                  |
| Победа    | 16-4   | Ракель Пеннингтон  | Технический нокаут (удары локтями и руками)          | UFC 224                                         | 12 мая 2018      | 5     | 2:36  | Рио-де-Жанейро, Бразилия              | Защитила (3) титул чемпионки UFC в женском легчайшем весе                                          |
| Победа    | 15-4   | Валентина Шевченко | Раздельное решение                                   | UFC 215                                         | 10 сентября 2017 | 5     | 5:00  | Эдмонтон, Канада                      | Защитила (2) титул чемпионки UFC в женском легчайшем весе                                          |
| Победа    | 14-4   | Ронда Раузи        | Технический нокаут (удары)                           | UFC 207                                         | 31 декабря 2016  | 1     | 0:48  | Лас-Вегас, США                        | Защитила (1) титул чемпионки UFC в женском легчайшем весе; Выступление вечера» (3)                 |
| Победа    | 13-4   | Миша Тейт          | Техническое удушение (сзади)                         | UFC 200                                         | 9 июля 2016      | 1     | 3:16  | Лас-Вегас, США                        | Завоевала титул чемпионки UFC в женском легчайшем весе; «Выступление вечера» (2)                   |
| Победа    | 12-4   | Валентина Шевченко | Единогласное решение                                 | UFC 196                                         | 5 марта 2016     | 3     | 5:00  | Лас-Вегас, США                        | |
| Победа    | 11-4   | Сара Макмэнн       | Удушающий приём (сзади)                              | UFC Fight Night: Teixeira vs. St. Preux         | 8 августа 2015   | 1     | 2:53  | Нашвилл, США                          | «Выступление вечера» (1)                                                                           |
| Победа    | 10-4   | Шейна Бэйзлер      | Технический нокаут (удары ногами)                    | UFC Fight Night: Maia vs. LaFlare               | 21 марта 2015    | 1     | 1:56  | Рио-де-Жанейро, Бразилия              | |
| Поражение | 9-4    | Кэт Зингано        | Технический нокаут (удары локтями и руками)          | UFC 178                                         | 27 сентября 2014 | 3     | 1:21  | Лас-Вегас, США                        | |
| Победа    | 9-3    | Жермейн де Рандами | Технический нокаут (удары локтями)                   | UFC: Fight for the Troops 3                     | 6 ноября 2013    | 2     | 3:00  | Форт-Кэмпбелл, США                    | |
| Победа    | 8-3    | Шейла Гэфф         | Технический нокаут (удары локтями и руками)          | UFC 163                                         | 3 августа 2013   | 1     | 2:08  | Рио-де-Жанейро, Бразилия              | |
| Поражение | 7-3    | Сара Д’Алелио      | Единогласное решение                                 | Invicta FC 4: Esparza vs. Hyatt                 | 5 января 2013    | 3     | 5:00  | Канзас-Сити, США                      | С Нунес было снято одно очко за нелегальный удар ногой                                             |
| Победа    | 7-2    | Ракель Паалухи     | Техническое удушение (сзади)                         | Invicta FC 2: Baszler vs. McMann                | 28 июля 2012     | 1     | 2:24  | Канзас-Сити, США                      | |
| Поражение | 6-2    | Алексис Дэвис      | Технический нокаут (удары)                           | Strikeforce: Barnett vs. Kharitonov             | 10 сентября 2011 | 2     | 4:53  | Цинциннати, США                       | Дебют в легчайшем весе                                                                             |
| Победа    | 6-1    | Джулия Бадд        | Нокаут (удары)                                       | Strikeforce Challengers: Woodley vs. Saffiedine | 7 января 2011    | 1     | 0:14  | Нашвилл, США                          | |
| Победа    | 5-1    | Эдьен Гомес        | Технический нокаут (удары)                           | Bitetti Combat 6                                | 25 февраля 2010  | 2     | 3:00  | Бразилиа, Бразилия                    | |
| Победа    | 4-1    | Ванесса Порту      | Технический нокаут (остановлен секундантом)          | Samurai FC 2: Warrior’s Return                  | 12 декабря 2009  | 2     | 5:00  | Куритиба, Бразилия                    | |
| Победа    | 3-1    | Дейс Ли Роха       | Технический нокаут (удары)                           | Samurai Fight Combat                            | 12 сентября 2009 | 1     | 1:08  | Куритиба, Бразилия                    | |
| Победа    | 2-1    | Надя Надя          | Технический нокаут (удары)                           | Prime: MMA Championship 3                       | 1 июля 2009      | 1     | 0:47  | Салвадор, Бразилия                    | |
| Победа    | 1-1    | Пати Барбоса       | Технический нокаут (остановлен секундантом)          | Demo Fight 3                                    | 24 мая 2008      | 1     | 0:11  | Салвадор, Бразилия                    | |
| Поражение | 0-1    | Анна-Мария Индия   | Болевой приём (рычаг локтя)                          | Prime: MMA Championship 2                       | 8 марта 2008     | 1     | 0:35  | Салвадор, Бразилия                    | Дебют в полулегком весе                                                                            |